# Monica se întoarce
Monica se întoarce este un film românesc din 2014 regizat de Paul Negoescu. Rolurile principale au fost interpretate de actorii Dorian Boguță, Dragoș Bucur, Andrei Mateiu.

## Distribuție
Distribuția filmului este alcătuită din:
- Alexandru Papadopol
- Dorian Boguță
- Dragoș Bucur
- Adina Stetcu
- Andrei Mateiu